# N (маршрут метро, Нью-Йорк)
N — один из маршрутов Нью-Йоркского метро. Маршрут проходит по линиям Второй авеню, Ай-эн-ди, 63-й улицы, Би-эм-ти, Астория, Би-эм-ти, Бродвея, Би-эм-ти, Четвёртой авеню, Би-эм-ти, и Си-Бич, Би-эм-ти. На картах, станциях, вагонах и т. д. он обозначается жёлтым цветом, поскольку проходит по линии Бродвея.
N работает круглосуточно от станции Астория — Дитмарс-бульвар в Куинсе до Кони-Айленд — Стилуэлл-авеню в Бруклине.
В будние дни, кроме ночи, N следует экспрессом по BMT Broadway Line и по BMT Fourth Avenue Line (в обход станции Декалб-авеню), действуя местным на всех остальных участках. В часы пик, в пиковом направлении, некоторые рейсы следуют от/до 96-й улицы в Манхэттене (конечной маршрута Q) вместо Астория — Дитмарс-бульвар. В выходные дни и ночью маршрут действует локальным на линии Бродвея в связи с тем, что в это время не работает маршрут W. Более того, ночью N следует через Финансовый квартал, подменяя маршрут R, и останавливается на всех станциях линии Четвёртой авеню.

## История маршрута

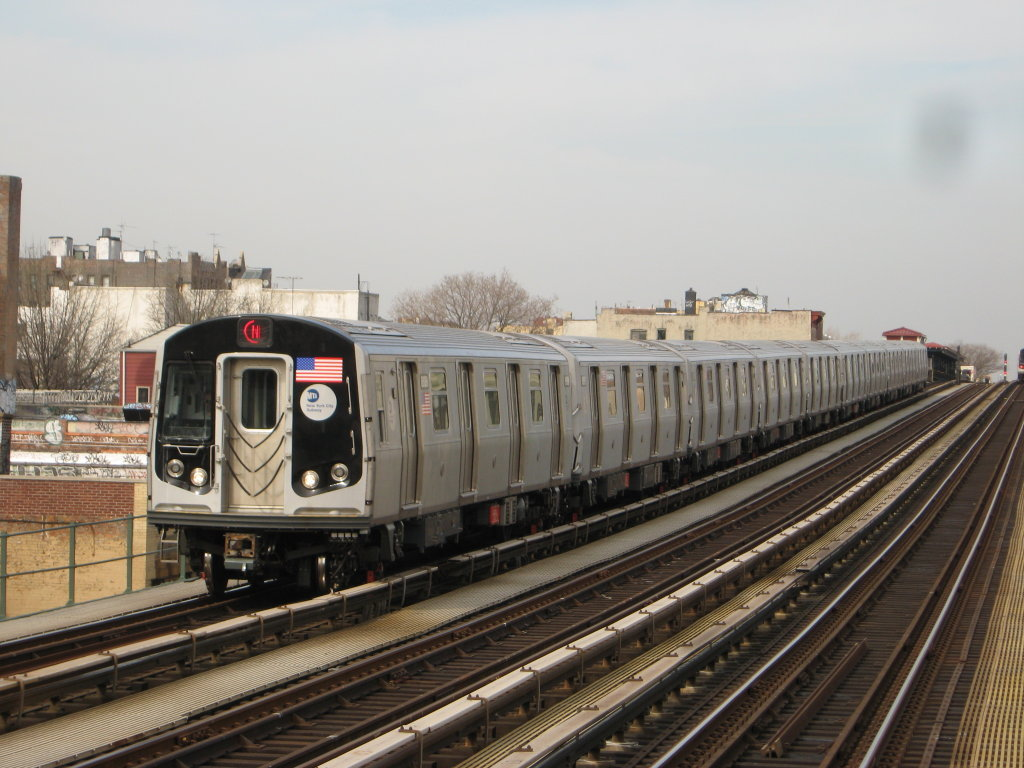
R160B N отправляется от 39th Avenue

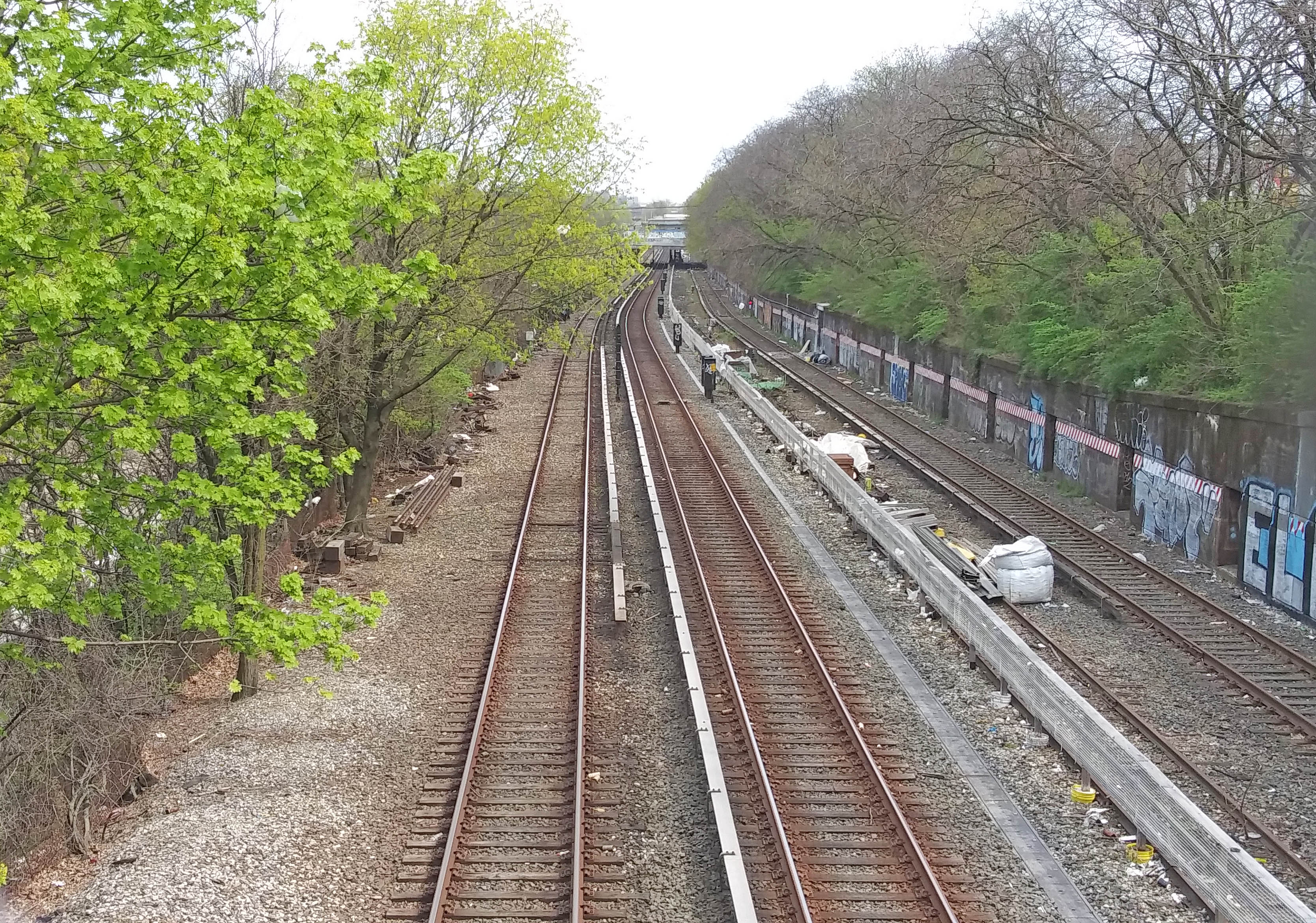
В Южном Бруклине часть маршрута проходит по линии Си-Бич

Маршрут, именуемый сейчас N, изначально был 4 (компании BMT). Маршрут известен под названием Sea Beach Express.
- 22 июня 1915 года была открыта линия BMT Sea Beach Line, заменившая собой автодорожную улицу Avenue L. Первоначально маршрут N использовал южные пути Манхэттенского моста, которые соединялись с BMT Nassau Street Line. (Сейчас такого соединения нет. Пути этого соединения заканчиваются тупиками и никак не связаны с использующимися.)
- С 14 сентября 1917 года поезда начали ходить с 14th Street — Union Square по BMT Broadway Line и северным путям Манхэттенского моста.
- 15 января 1918 года линия была продлена до Таймс-сквер — 42-я улица.
- 2 мая 1957 года N продлен ещё дальше, до 57th Street — Seventh Avenue.
- В 1959 году поезда стали останавливаться на DeKalb Avenue ещё и в дневное время. До этого N останавливался там лишь ночью.
- С 1 января 1961 года поезда N перестали останавливаться на DeKalb Avenue в часы пик. Кроме того, N стал местным, следуя по BMT Fourth Avenue Line вечером и ночью в будни, а также круглосуточно в воскресенье.
- В период с 27 ноября 1967 года (когда было открыто соединение Chrystie Street) по 12 апреля 1968 года был введен экспресс-маршрут NX. Он следовал без остановок на всем участке BMT Sea Beach Line — от 59th Street до Coney Island. Это самый длинный перегон в Нью-Йоркском метро, где поезд следовал без остановок. Маршрут NX был закрыт из-за низкого пассажиропотока.
- 28 августа 1976 года N был продлен через подключение BMT 60th Street Tunnel до станции Forest Hills, чтобы заменить ликвидированный ЕЕ. Причем некоторые N стали ходить от Whitehall Street в Нижнем Манхэттене (чтобы уж полностью подменить ЕЕ).
- С 26 апреля 1986 года N стал следовать через Whitehall Street, т. к. северные пути Манхэттенского моста были закрыты на реконструкцию. N стал местным на BMT Fourth Avenue Line, к тому же вечером, ночью и выходные дни конечной станцией маршрута стала 57th Street.
- 24 мая 1987 года N поменялся с R своими северными конечными станциями. Новой конечной N стала Astoria — Ditmars Boulevard, в то время как у R — Forest Hills. Это было сделано для того, чтобы маршрут R смог получить прямой доступ к депо Jamaica Yard (R не имел прямого доступа ни к депо Jamaica Yard, ни к Coney Island Yard, а N имел доступ к обоим).
- Когда в 1988 году северные пути Манхэттенского моста открылись, а южные закрылись, N стал местным в Бруклине круглосуточно, наряду с M, который был перенаправлен с BMT Brighton Line на BMT West End Line, чтобы заменить N-экспресс в будни.
- Осенью 1990 года было открыто движение по южным путям Манхэттенского моста, и N стал экспрессом в Манхэттене весь день, кроме ночи (за исключением 49th Street, где останавливались все поезда маршрута из-за большого пассажиропотока). Но вскоре была обнаружена трещина в балке на Манхэттенском мосту что привело к сокращению движения по нему.
- В 1994 году N снова стал экспрессом в Бруклине от Pacific Street до 59th Street, где в будни местным ходил M.
- С 1993 по 1995 год южной конечной маршрута стала 86th Street, ввиду восстановительных работ на Coney Island. С 3 ноября 2001 года конечной N снова стала Coney Island, где работы подходили к концу.
- С апреля по ноябрь 1995 года северные пути Манхэттенского моста были закрыты в дневное (непиковое) время и в выходные дни. Чтобы освободить экспресс пути для B на Pacific Street, в дневное время N-экспресс в Бруклине был закрыт.
- После теракта 11 сентября 2001 года маршрут N был приостановлен и заменен W в Манхэттене и Куинсе, M в Бруклине. 28 октября движение было восстановлено, но станция Cortlandt Street была закрыта до 15 сентября 2002 года.
- 8 сентября 2002 года N имел челночное движение на Pacific Street ночью и в выходные дни, следуя BMT Fourth Avenue Line, а W продлен до Coney Island.
- 22 февраля 2004 года были полностью завершены работы на Манхэттенском мосту и N стал ходить по нему, а также экспрессом на BMT Fourth Avenue Line и в обход DeKalb Avenue. По будням N следовал экспрессом от 34th Street в Манхэттене до 59th Street в Бруклине, по выходным работал местным в Манхэттене, но экспрессом в Бруклине, а ночью N работал на всем маршруте местным, следуя через Montague Street Tunnel (заменив тем самым R).
- 29 мая 2005 года работы на Coney Island были полностью завершены, и N был восстановлен.
- 28 июня 2010 года N стал местным в Манхэттене к северу от Canal Street, заменив W, прекращённый ввиду финансовых проблем МТА. 7 ноября 2016 года маршрут W был восстановлен, а N снова стал экспрессом в Манхэттене.
- 1 января 2017 года, с открытием первой очереди линии Второй авеню, были продлены до 96-й улицы те рейсы, которые в часы пик разворачивались на 57-й улице, не доходя до конечной станции в Астории.

## Маршрут
Используемые пути в зависимости от дня недели и времени суток
| 96-я улица                | Лексингтон-авеню — 63-я улица | локальные пути; только в пиковом направлении (часть рейсов) | —              | —              | —              |  |  |  |  |  |  |
|                           |                               |                                                             |                |                |                |  |  |  |  |  |  |
| Астория — Дитмарс-бульвар | 49-я улица                    | локальные пути                                              | локальные пути | локальные пути | локальные пути |  |  |  |  |  |  |
| Таймс-сквер — 42-я улица  | Принс-стрит                   | экспресс-пути                                               | экспресс-пути  | локальные пути | локальные пути |  |  |  |  |  |  |
| Канал-стрит               | Канал-стрит                   | локальные пути                                              | локальные пути | локальные пути | —              |  |  |  |  |  |  |
| Канал-стрит               | Джей-стрит — Метротек         | —                                                           | —              | —              | локальные пути |  |  |  |  |  |  |
| Декалб-авеню              | 59-я улица                    | экспресс-пути                                               | экспресс-пути  | экспресс-пути  | локальные пути |  |  |  |  |  |  |
| Восьмая авеню             | Кони-Айленд — Стилуэлл-авеню  | локальные пути                                              | локальные пути | локальные пути | локальные пути |  |  |  |  |  |  |

Схема маршрута
| Условные обозначения |
| для дней и часов работы маршрутов (более точно указано во всплывающих подсказках при этих обозначениях): |
| --- |
| круглосуточно круглосуточно, кроме ночи круглосуточно, кроме будней днём (либо часов пик) в пиковом направлении в будни днём (и, возможно, вечером) в будни круглосуточно в часы пик в будни днём (либо в часы пик) в пиковом направлении в будни днём (либо в часы пик) в направлении, обратном пиковому в выходные ночью ночью и в выходные (и, возможно, вечером) нет движения поездов |

|  |

| Q — в часы пик · Q — в часы пик |

|  |

| Q — в часы пик · Q — в часы пик |

|  |

| Q — в часы пик · Q — в часы пик |

|  |
|  |
|  |

| F — в часы пик · F — в часы пик · <F> — в часы пик в пиковом направлении · <F> — в часы пик в пиковом направлении · Q — в часы пик · Q — в часы пик                                   | на той же станции             |
| 4 — в часы пик · 4 — в часы пик · 5 — в часы пик · 5 — в часы пик · 6 — в часы пик · 6 — в часы пик · <6> — в часы пик в пиковом направлении · <6> — в часы пик в пиковом направлении | 59-я улица                    |
| N — в часы пик · N — в часы пик · R — в часы пик · R — в часы пик · W — в часы пик · W — в часы пик                                                                                   | Лексингтон-авеню — 59-я улица |

|  |

|  |

| W — в будни днём и вечером до 23:00 · W — в будни днём и вечером до 23:00 |

|  |

|  |

| W — в будни днём и вечером до 23:00 · W — в будни днём и вечером до 23:00 |

|  |

|  |

| W — в будни днём и вечером до 23:00 · W — в будни днём и вечером до 23:00 |

|  |

|  |

| W — в будни днём и вечером до 23:00 · W — в будни днём и вечером до 23:00 |

|  |

|  |

| W — в будни днём и вечером до 23:00 · W — в будни днём и вечером до 23:00 |

|  |

|  |

| W — в будни днём и вечером до 23:00 · W — в будни днём и вечером до 23:00 |

|  |

|  |

| 7 — круглосуточно · 7 — круглосуточно · <7> — в часы пик в пиковом направлении · <7> — в часы пик в пиковом направлении · W — в будни днём и вечером до 23:00 · W — в будни днём и вечером до 23:00 |

|  |
|  |
|  |
|  |
|  |

|  |
|  |
|  |
|  |
|  |

| R — круглосуточно, кроме ночи · R — круглосуточно, кроме ночи · W — в будни днём и вечером до 23:00 · W — в будни днём и вечером до 23:00 | на той же станции             |
| 4 — круглосуточно · 4 — круглосуточно · 5 — круглосуточно, кроме ночи · 5 — круглосуточно, кроме ночи · 6 — круглосуточно · 6 — круглосуточно · <6> — в будни днём в пиковом направлении · <6> — в будни днём в пиковом направлении                                     | 59-я улица                    |
| F — круглосуточно · F — круглосуточно · <F> — в часы пик в пиковом направлении · <F> — в часы пик в пиковом направлении · N — часть рейсов в часы пик в пиковом направлении · N — часть рейсов в часы пик в пиковом направлении · Q — круглосуточно · Q — круглосуточно | Лексингтон-авеню — 63-я улица |
| Канатная дорога острова Рузвельт |                               |

|  |

|  |

| R — круглосуточно, кроме ночи · R — круглосуточно, кроме ночи · W — в будни днём и вечером до 23:00 · W — в будни днём и вечером до 23:00 |

|  |

|  |

|  |

| Q — круглосуточно · Q — круглосуточно · R — круглосуточно, кроме ночи · R — круглосуточно, кроме ночи · W — в будни днём и вечером до 23:00 · W — в будни днём и вечером до 23:00 |

|  |

| Q — ночью · Q — ночью · R — круглосуточно, кроме ночи · R — круглосуточно, кроме ночи · W — в будни днём и вечером до 23:00 · W — в будни днём и вечером до 23:00 |

|  |
|  |
|  |
|  |
|  |
|  |
|  |
|  |
|  |

| Q — круглосуточно · Q — круглосуточно · R — круглосуточно, кроме ночи · R — круглосуточно, кроме ночи · W — в будни днём и вечером до 23:00 · W — в будни днём и вечером до 23:00 | на той же станции                            |
| 1 — круглосуточно · 1 — круглосуточно · 2 — круглосуточно · 2 — круглосуточно · 3 — круглосуточно · 3 — круглосуточно | Таймс-сквер — 42-я улица                     |
| 7 — круглосуточно · 7 — круглосуточно · <7> — в часы пик в пиковом направлении · <7> — в часы пик в пиковом направлении | Таймс-сквер                                  |
| A — круглосуточно · A — круглосуточно · C — круглосуточно, кроме ночи · C — круглосуточно, кроме ночи · E — круглосуточно · E — круглосуточно | 42-я улица — Автовокзал Портового управления |
| S (челнок 42-й улицы) — круглосуточно, кроме ночи · S (челнок 42-й улицы) — круглосуточно, кроме ночи | Таймс-сквер                                  |
| 7 — круглосуточно · 7 — круглосуточно · <7> — в часы пик в пиковом направлении · <7> — в часы пик в пиковом направлении | Пятая авеню                                  |
| B — в будни днём и вечером до 23:00 · B — в будни днём и вечером до 23:00 · D — круглосуточно · D — круглосуточно · F — круглосуточно · F — круглосуточно · <F> — в часы пик в пиковом направлении · <F> — в часы пик в пиковом направлении · M — в будни днём и вечером · M — в будни днём и вечером | 42-я улица — Брайант-парк                    |
| автовокзал Портового управления[англ.] |                                              |

|  |
|  |
|  |

| Q — круглосуточно · Q — круглосуточно · R — круглосуточно, кроме ночи · R — круглосуточно, кроме ночи · W — в будни днём и вечером до 23:00 · W — в будни днём и вечером до 23:00 | на той же станции          |
| B — в будни днём и вечером до 23:00 · B — в будни днём и вечером до 23:00 · D — круглосуточно · D — круглосуточно · F — круглосуточно · F — круглосуточно · <F> — в часы пик в пиковом направлении · <F> — в часы пик в пиковом направлении · M — в будни днём и вечером · M — в будни днём и вечером | 34-я улица — Геральд-сквер |
| 33-я улица (PATH)[англ.] |                            |

|  |

| Q — ночью · Q — ночью · R — в выходные · R — в выходные |

|  |

| Q — ночью · Q — ночью · R — в выходные · R — в выходные |

|  |
|  |
|  |

| Q — круглосуточно · Q — круглосуточно · R — круглосуточно, кроме ночи · R — круглосуточно, кроме ночи · W — в будни днём и вечером до 23:00 · W — в будни днём и вечером до 23:00                                                   | на той же станции        |
| 4 — круглосуточно · 4 — круглосуточно · 5 — круглосуточно, кроме ночи · 5 — круглосуточно, кроме ночи · 6 — круглосуточно · 6 — круглосуточно · <6> — в будни днём в пиковом направлении · <6> — в будни днём в пиковом направлении | 14-я улица — Юнион-сквер |
| L — круглосуточно · L — круглосуточно | Юнион-сквер              |

|  |

| Q — ночью · Q — ночью · R — в выходные · R — в выходные |

|  |

| Q — ночью · Q — ночью · R — в выходные · R — в выходные |

|  |

|  |

|  |
|  |
|  |
|  |
|  |

|  |
|  |
|  |
|  |
|  |

| Q — круглосуточно, кроме ночи · Q — круглосуточно, кроме ночи                                                                                       | на той же станции |
| 6 — круглосуточно, кроме ночи · 6 — круглосуточно, кроме ночи · <6> — в будни днём в пиковом направлении · <6> — в будни днём в пиковом направлении | Канал-стрит       |
| J — круглосуточно, кроме ночи · J — круглосуточно, кроме ночи · Z — в часы пик в пиковом направлении · Z — в часы пик в пиковом направлении         | Канал-стрит       |
| R — круглосуточно, кроме ночи · R — круглосуточно, кроме ночи · W — в будни днём и вечером до 23:00 · W — в будни днём и вечером до 23:00           | Канал-стрит       |

|  |
|  |
|  |

|  |
|  |
|  |

| 4 — ночью · 4 — ночью · 6 — ночью · 6 — ночью | Канал-стрит |
| J — ночью · J — ночью                         | Канал-стрит |
| Q — ночью · Q — ночью                         | Канал-стрит |

|  |

|  |

|  |
|  |
|  |
|  |
|  |

|  |
|  |
|  |
|  |
|  |

| 2 — ночью · 2 — ночью                  | Парк-Плейс               |
| A — ночью · A — ночью                  | Чеймберс-стрит           |
| E — ночью · E — ночью                  | Всемирный торговый центр |
| Всемирный торговый центр (PATH)[англ.] |                          |

|  |

|  |

|  |
|  |
|  |

|  |
|  |
|  |

| R — ночью · R — ночью                          | на той же станции |
| 1 — ночью · 1 — ночью                          | Саут-Ферри        |
| терминал Уайтхолл[англ.] (Статен-Айленд Ферри) |                   |

|  |
|  |
|  |

|  |
|  |
|  |

| R — ночью · R — ночью | на той же станции |
| 2 — ночью · 2 — ночью | Боро-холл         |
| 4 — ночью · 4 — ночью | Боро-холл         |

|  |
|  |
|  |

|  |
|  |
|  |

| R — ночью · R — ночью                         | на той же станции     |
| A — ночью · A — ночью · F — ночью · F — ночью | Джей-стрит — Метротек |

|  |

|  |

|  |

| D — ночью · D — ночью · Q — ночью · Q — ночью · R — ночью · R — ночью |

|  |
|  |
|  |
|  |
|  |

| D — круглосуточно · D — круглосуточно · R — круглосуточно · R — круглосуточно · W — часть рейсов в часы пик в пиковом направлении · W — часть рейсов в часы пик в пиковом направлении | на той же станции               |
| 2 — круглосуточно · 2 — круглосуточно · 3 — круглосуточно, кроме ночи · 3 — круглосуточно, кроме ночи · 4 — круглосуточно · 4 — круглосуточно · 5 — в будни днём · 5 — в будни днём   | Атлантик-авеню — Барклайс-центр |
| B — в будни днём и вечером до 23:00 · B — в будни днём и вечером до 23:00 · Q — круглосуточно · Q — круглосуточно                                                                     | Атлантик-авеню — Барклайс-центр |
| вокзал Атлантик[англ.] |                                 |

|  |

| D — ночью · D — ночью · R — ночью · R — ночью |

|  |
|  |
|  |

| D — ночью · D — ночью · R — ночью · R — ночью | на той же станции |
| F — ночью · F — ночью · G — ночью · G — ночью | Четвёртая авеню   |

|  |

| D — ночью · D — ночью · R — ночью · R — ночью |

|  |

| D — ночью · D — ночью · R — ночью · R — ночью |

|  |

| D — круглосуточно · D — круглосуточно · R — круглосуточно · R — круглосуточно · W — часть рейсов в часы пик в пиковом направлении · W — часть рейсов в часы пик в пиковом направлении |

|  |

| R — ночью · R — ночью |

|  |

| R — ночью · R — ночью |

|  |

| R — круглосуточно · R — круглосуточно · W — часть рейсов в часы пик в пиковом направлении · W — часть рейсов в часы пик в пиковом направлении |

|  |

| W — часть рейсов в часы пик в пиковом направлении · W — часть рейсов в часы пик в пиковом направлении |

|  |

| W — часть рейсов в часы пик в пиковом направлении · W — часть рейсов в часы пик в пиковом направлении |

|  |
|  |
|  |

| W — часть рейсов в часы пик в пиковом направлении · W — часть рейсов в часы пик в пиковом направлении | на той же станции |
| D — круглосуточно · D — круглосуточно                                                                 | 62-я улица        |

|  |

| W — часть рейсов в часы пик в пиковом направлении · W — часть рейсов в часы пик в пиковом направлении |

|  |

| W — часть рейсов в часы пик в пиковом направлении · W — часть рейсов в часы пик в пиковом направлении |

|  |

| W — часть рейсов в часы пик в пиковом направлении · W — часть рейсов в часы пик в пиковом направлении |

|  |

| W — часть рейсов в часы пик в пиковом направлении · W — часть рейсов в часы пик в пиковом направлении |

|  |

| W — часть рейсов в часы пик в пиковом направлении · W — часть рейсов в часы пик в пиковом направлении |

|  |

| W — часть рейсов в часы пик в пиковом направлении · W — часть рейсов в часы пик в пиковом направлении |

|  |

| D — круглосуточно · D — круглосуточно · F — круглосуточно · F — круглосуточно · <F> — в часы пик в пиковом направлении · <F> — в часы пик в пиковом направлении · Q — круглосуточно · Q — круглосуточно |